# Protocharon arenicola
Protocharon arenicola is een pissebed uit de familie Janiridae. De wetenschappelijke naam van de soort is voor het eerst geldig gepubliceerd in 1956 door Chappuis, Delamare-Deboutteville & Paulian.